# Pécsudvard megállóhely
Pécsudvard megállóhely egy Baranya vármegyei vasúti megállóhely Pécsudvard községben, a MÁV üzemeltetésében. A település központjában található, közúti elérését az 5716-os útból délnek kiágazó 57 125-ös számú mellékút (Felszabadulás útja) biztosítja.

## Vasútvonalak
A megállóhelyet az alábbi vasútvonalak érintik:
- Pécs–Mohács-vasútvonal

## Kapcsolódó állomások
A megállóhelyhez az alábbi állomások vannak a legközelebb:
- Pécsbánya-Rendező vasútállomás (Pécs–Mohács-vasútvonal)
- Szőkéd megállóhely (Pécs–Mohács-vasútvonal)

## Forgalom
| Járat        | Útvonal | Gyakoriság |
| ------------ | --- | ---------- |
| személyvonat | Pécs – Pécs-Külváros – Pécsbánya-Rendező – Pécsudvard – Szőkéd – Áta – Kistótfalu – Vokány – Palkonya – Villánykövesd – Villány – Márok – Bóly – Nagynyárád – Középmező – Mohács | Napi 2 pár |
| személyvonat | Pécs – Pécs-Külváros – Pécsbánya-Rendező – Pécsudvard – Szőkéd – Áta – Kistótfalu – Vokány – Palkonya – Villánykövesd – Villány – Magyarbóly (– Beli Manastir (Pélmonostor))     | 2 óránként |